# By Larry
By Larry är Gilbert O'Sullivans tionde studioalbum, utgivet i april 1994 på skivbolaget Park Records. Albumet är producerat av Gilbert O'Sullivan.
Till stor del är detta album identiskt med albumet The Little Album som endast gavs ut i Japan i november 1992. Två låtar är dock tillagda: Nyinspelningen av "What Am I Doing Here With You?" och "What You See Is What You Get". På grund av likheten mellan albumen kallas båda albumen för nummer tio här.

## Låtlista
1. "That's"
2. "When To Today"
3. "Shy"
4. "That's Why I Love You"
5. "My Advice To You"
6. "Hold On To What You Got"
7. "Came To See Me Yesterday"
8. "Mr. And Mrs. Regards"
9. "It Ain't For Me"
10. "I Don't Mind"
11. "As A Rule"
12. "My Front Door Is"
13. "Because Of You"
14. "The Window Cleaner's Mate"
15. "What Am I Doing Here With You?"
16. "What You See Is What You Get"
17. "There are Others"

Fotnot: Spår 17 är bonusspår på nyutgåvan som gavs ut på skivbolaget Salvo 2 september 2013.
Samtliga låtar är skrivna av Gilbert O'Sullivan.